# Алиша Молик
Алиша Молик  (на английски: Alicia Molik) е професионална тенисистка от Австралия.
В богатата си на отличия кариера, австралийската тенисистка има 5 шампионски титли на сингъл. Първата тя печели през 2003 г., по време на турнира „Мурила Интернешънъл“ в Хобарт. Във финалния мач тя се изправя срещу американката Ейми Фрейзър и я побеждава в трисетов мач с резултат 6:2, 4:6, 6:4. Останалите шампионски титли зявоюва в мачове срещу: Анастасия Мискина, Динара Сафина, Мария Шарапова и Саманта Стосър. През годините Алиша Молик регистрира и четири загубени финала на сингъл, последния от които е срещу Мария Шарапова по време на турнира „Катар Тотал Оупън“ през 2005 г. в Доха. В този мач тя претърпява поражение с резултат 4:6, 6:1, 6:4.
Истинската сила на австралийката се оказват мачовете по двойки, в които тя може да се похвали със 7 титли от Женската тенис асоциация (WTA) и 9 от Международната тенис федерация (ITF). Един от най-запомнящите се успехи на двойки е във финалната среща на „Откритото първенство на Австралия“ през 2005 г. В този мач пред родна публика в Мелбърн, Алиша Молик и Светлана Кузнецова надиграват в двусетов мач американските тенисистки Линдзи Дейвънпорт и Корина Морариу с 6:3, 6:4. Втория си успех на турнир от Големия шлем на двойки, Алиша Молик завоюва през 2007 г. по време на „Откритото първенство на Франция“. Във финала, австралийката и италианската ѝ партньорка Мара Сантанджело сломяват съпротивата на Катарина Среботник и Ай Сугияма със 7:5, 6:4.
В мачовете от Големия шлем на сингъл, най-доброто си представяне, австралийката регистрира през 2005 г., когато на „Откритото първенство на Австралия“ достига до четвъртфиналната фаза, в която е надиграна от Линдзи Дейвънпорт. Същата 2005 г. се оказва най-успешната в кариерата на тенисистката. През тази година, Алиша Молик записва най-доброто си класиране в ранглистата на женсия тенис. Благодарение на сърцатата си игра, тя заслужено заема 8-а позиция. В индивидуалното класиране на двойки съответно се класира на престижната 6-а позиция.
Австралийската тенисистка е носителка на бронзов медал на сингъл от Летните Олимпийски игри от Атина, състояли се през 2004 г. След лятната олимпиада в Пекин, обаче четири години по-късно, Алиша Молик обявява своето оттегляне от професионалния тенис поради честитите и недоизлекувани травми, които възпрепятстват доброто представяне на тенисистката. През 2008 г. тя отново се завръща на корта и продължава професионалната си кариера.